# Beguinatge de Kortrijk
El Beguinatge de Kortrijk (Begijnhof Sint-Elisabeth),a Kortrijk, Flandes va ser fundada el 1238 per la comtessa de Flandes, Jeanne de Constantinoble. Les cases existents, totes pintades de blanc, que data del segle xvii. El Beguinatge té la distinció de ser construït prop del centre de la ciutat. Es tracta d'un Beguinatge molt entranyable, amb els seus carrerons empedrats, amb 41 cases. És part dels beguinatges flamencs classificat Patrimoni de la Humanitat per la UNESCO.